# Liste der Baudenkmäler im Wuppertaler Wohnquartier Südstadt
Die Liste der Baudenkmäler im Wuppertaler Wohnquartier Südstadt enthält die denkmalgeschützten Bauwerke auf dem Gebiet von Wuppertal-Südstadt in Nordrhein-Westfalen (Stand: November 2017). Diese Baudenkmäler sind in der Denkmalliste der Stadt Wuppertal eingetragen; Grundlage für die Aufnahme ist das Denkmalschutzgesetz Nordrhein-Westfalen (DSchG NRW).

## Auszug aus der Denkmalliste

### Eingetragene Baudenkmäler
| Bild           | Bezeichnung                                           | Lage                                      | Beschreibung                                                | Bauzeit                     | Eingetragen seit  | Denkmal- nummer |
| -------------- | ----------------------------------------------------- | ----------------------------------------- | ----------------------------------------------------------- | --------------------------- | ----------------- | --------------- |
| weitere Bilder | Fabrikgebäude                                         | Südstadt Chlodwigstraße 5 Karte           |                                                             | 1905                        | 8. Dezember 1994  | 3624            |
| weitere Bilder | Geschäftshaus                                         | Südstadt Kleeblatt 2 a Karte              | eine bauliche Einheit und eine D-Nummer mit Stephanstraße 5 | in zwei Abschnitten 1955/61 | 8. Dezember 1993  | 3230            |
| weitere Bilder | Kirche (Katholische Kirche St. Suitbertus)            | Südstadt Kölner Straße 10 Karte           |                                                             | 1896–1899                   | 13. Mai 1994      | 3401            |
| weitere Bilder | Wandzierbrunnen                                       | Südstadt Kölner Straße neben Nr. 28 Karte |                                                             | 1914                        | 13. März 2017     | 3038            |
| weitere Bilder | Werkstattgebäude (Alte Zentralwerkstatt In der Kluse) | Südstadt Ronsdorfer Straße 2 Karte        |                                                             |                             | 11. Mai 1988      | 1360            |
| weitere Bilder | Geschäftshaus                                         | Südstadt Stephanstraße 5 Karte            | eine bauliche Einheit und eine D-Nummer mit Kleeblatt 2a    | in zwei Abschnitten 1955/61 | 18. Dezember 1994 | 3230            |
| weitere Bilder | Kirche (Christuskirche)                               | Südstadt Unterer Grifflenberg Karte       |                                                             | 1899–1901                   | 27. Oktober 1989  | 1657            |
| weitere Bilder | Wohn- und Geschäftshaus                               | Südstadt Wolkenburg 16 Karte              |                                                             | 1905                        | 24. Oktober 1986  | 893             |
| weitere Bilder | Pavillon (Klophauspavillon)                           | Südstadt Wormser Straße Karte             | auch unter der Bezeichnung Pavillon im Klophauspark         | 1872–1874                   | 24. Februar 1992  | 4041            |

### Baudenkmäler in Bearbeitung
Folgende Objekte werden noch geprüft oder deren Status ist in der Denkmalliste nicht klar ersichtlich.
| Bild           | Bezeichnung | Lage                         | Beschreibung                                                        | Bauzeit | Eingetragen seit | Denkmal- nummer |
| -------------- | ----------- | ---------------------------- | ------------------------------------------------------------------- | ------- | ---------------- | --------------- |
| weitere Bilder | Treppe      | Südstadt Kieselstraße Karte  | in Bearbeitung, Denkmaleigenschaft festgestellt am 30. Oktober 1992 |         |                  | 0               |
| weitere Bilder | Brücke      | Südstadt Kölner Straße Karte | Status wird überprüft                                               |         |                  | 0               |